# Liste der Monuments historiques in Thoissey
Die Liste der Monuments historiques in Thoissey führt die Monuments historiques in der französischen Gemeinde Thoissey auf.

## Liste der Bauwerke
| Bezeichnung                 | Beschreibung                     | Standort           | Kennzeichnung | Schutzstatus | Datum | Bild           |
| --------------------------- | -------------------------------- | ------------------ | ------------- | ------------ | ----- | -------------- |
| Ehemaliges Ursulinenkloster | Erbaut Ende des 17. Jahrhunderts | Rue du Port (Lage) | PA00116581    | Inscrit      | 1980  | weitere Bilder |

## Liste der Objekte
- Monuments historiques (Objekte) in Thoissey in der Base Palissy des französischen Kultusministeriums